# Jazyková situace na Ukrajině

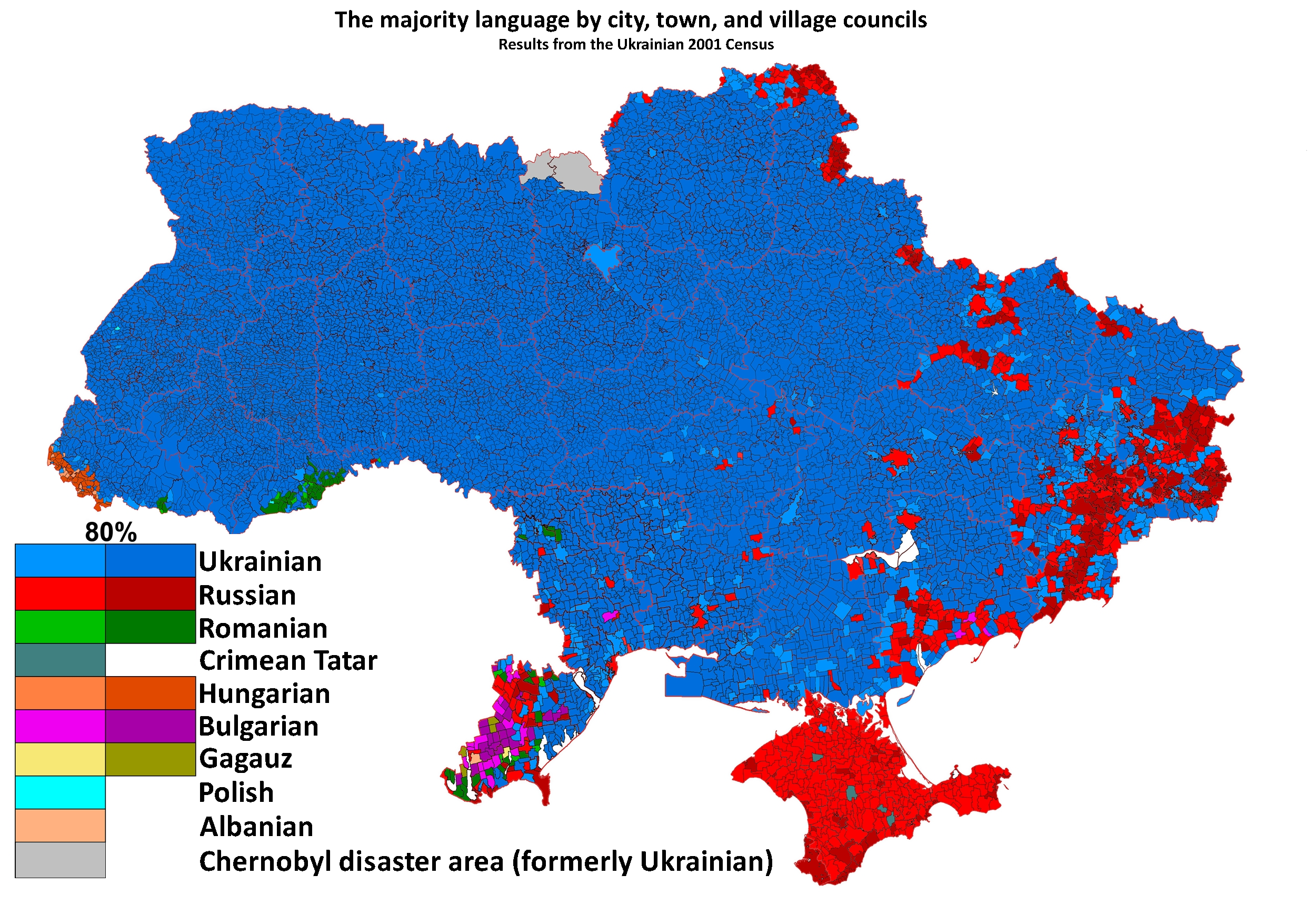
Rodné jazyky na Ukrajině dle sčítání lidu v roce 2001

Jazyková situace na Ukrajině je dlouhodobě charakterizována především existencí dvou převládajících jazyků, ukrajinštiny a ruštiny.
Na území současné Ukrajiny je úředním jazykem pouze ukrajinština, kterou považuje za svůj mateřský jazyk skoro 70 % obyvatelstva. Necelých 30 % obyvatel Ukrajiny však považuje za svůj rodný jazyk ruštinu, přičemž nejde pouze o ruskou etnickou menšinu, ale i o samotné Ukrajince. Na Ukrajině žijí také nositelé mnoha jiných jazyků, např. krymští Tataři, Moldavané, Romové, aj. Ukrajinština sama má také mnoho nářečních a sociálních variant. Nejvýraznější sociální variantou ukrajinštiny je tzv. suržyk, nářečí, vycházející z ukrajinštiny a ruštiny.

## Historie
Složení jazyků v roce 1897
Obecně přijímanou koncepcí o původu ukrajinského jazyka je teorie ruského filologa Alexeje Alexandroviče Šachmatova (1864–1920), podle které se ukrajinština vyvinula z tzv. společného východoslovanského jazyka (rus. oбщевосточнославянский язык, ukr. спільно-руська прамова), kterým se v období raného středověku mluvilo na Kyjevské Rusi, nacházející se na území dnešní Ukrajiny. Na Kyjevské Rusi fungovala i staroslověnština, která však měla pouze status knižního jazyka. Ze živé společné východoslovanské řeči se později po rozpadu Kyjevské Rusi vyvinuly tři moderní východoslovanské jazyky: ruština, ukrajinština a běloruština. Existují i jiné koncepce původu ukrajinštiny: např. Jurij V. Ševeljov tvrdí, že se ukrajinština vyvinula přímo z praslovanštiny.
Území dnešní Ukrajiny se po rozpadu Kyjevské Rusi ocitlo rozděleno mezi sousední státy. Na západě jej ovládal Polsko-litevský svaz, z Krymu ovládali jižní části Ukrajiny krymští Tataři, a severovýchodní oblasti byly zpravidla sporným územím, ovládaných nejprve Zlatou hordou, později Moskevským velkoknížectvím. Styky se všemi těmito národy měly na podobu budoucí ukrajinštiny velký vliv.
První snahy o konsolidaci ukrajinského jazyka na území dnešní Ukrajiny se pojí se snahami o katolizaci pravoslavných oblastí Polsko-litevským svazem v 16.–17. století. Proti polským katolíkům vedly náboženské i morální diskuse osobnosti tehdejší pravoslavné „Malé Rusi“, jako např. Meletij Smotryckyj a Ivan Vyšenskyj. Již tehdy se vyzdvihovala důležitost vlastního jazyka, který funguje spolehlivě ve světě knih i liturgie. Tehdy šlo však spíše o staroslověnštinu, než o skutečný jazyk ukrajinských mas. Konflikt byl v 17. století postupně vyřešen sériemi kozáckých povstání (např. povstání Bohdana Chmelnyckého), kdy se kozácké vedení rozhodlo připojit svá území východní Ukrajiny k Moskevskému státu výměnou za vojenskou pomoc a náboženskou svobodu.
Jazyková otázka se opět přihlásila o slovo v 18. století, kdy začalo být jasné, že silně centralizovaný ruský stát vyvíjí značný kulturní tlak na jím ovládaná území a ve výsledku se ukrajinské obyvatelstvo především ve městech rychle rusifikuje. Odpovědí na tuto situaci bylo obrozenecké hnutí podobné českému národnímu obrození, kde se významné ukrajinské osobnosti snažily o pozvednutí ukrajinštiny na úroveň životaschopného moderního jazyka. Na základě živé lidové řeči byla postupně kodifikována tzv. nová spisovná ukrajinština (ukr. нова українська літературна мова), která byla v praxi používána ukrajinskými spisovateli a vědci, jako byli Ivan Kotljarevskyj, Taras Ševčenko, P. Kuliš, aj.
Po Říjnové revoluci v roce 1917 a následující občanské válce byla Ukrajina definitivně připojena k nově vzniklému Sovětskému svazu. Jedním z programů sovětské vlády byl boj s negramotností a v jednotlivých sovětských republikách se ve 20. letech kladl značný důraz na nacionalizaci jazyka. Na Ukrajině se toto období tradičně nazývá „ukrajinizace“. Během ukrajinizace byl velmi aktivní literární i vědecký život. Ve 30. letech přišlo období kolektivizace a industrializace, které se vyznačovalo zvýšenou migrací obyvatel a jazykovým míšením, kdy se na nacionalizaci již tak velký důraz nekladl. Nehledě na nesporné pokroky v ukrajinské jazykovědě i literatuře ani v SSSR nezmizel konflikt mezi ruskou a ukrajinskou jazykovou kulturou, kdy ruská kultura ve velké míře ovlivňovala (skrze literaturu, divadlo, film apod.) kulturu ukrajinskou a v některých průmyslových městech Ukrajinské SSR zůstávala většina obyvatel ruskojazyčná.
Po rozpadu SSSR a vyhlášení samostatné Ukrajiny byla ukrajinština zakotvena v ústavě Ukrajiny jako úřední jazyk a vyučující jazyk ve školách. Tato politika nové ukrajinizace však nebyla příliš efektivní a ruskojazyčné obyvatelstvo přecházelo na ukrajinštinu jen pozvolna.

### Jazykové zákony Ukrajiny
Kvůli výrazným etnickým menšinám, především ruské, maďarské a rumunské, byl pak v roce 2012 přijat kontroverzní jazykový zákon, který povyšoval jazyk dané menšiny na status „regionálního jazyka“, pokud podíl obyvatel dané menšiny v oblasti přesahoval 10 %. Možnost ustanovit ruštinu jako místní úřední jazyk využila většina oblastí na jihovýchodě země. Využily ji také maďarská a rumunská menšina v některých obcích na jihozápadě. V únoru 2014 Parlament Ukrajiny tento zákon o regionálních jazycích zrušil. Poté ale prozatímní prezident Oleksandr Turčynov odmítl toto rozhodnutí podepsat a nepodepsal jej ani jeho nástupce Petro Porošenko. V říjnu 2014 začal Ústavní soud Ukrajiny přezkoumávat ústavnost zákona a dne 28. února 2018 byl zákon označen za protiústavní.
Otázka jazykových zákonů dělí Ukrajinu. Takto na jaře 2014 využily poslaneckého návrhu zákona skupiny radikálů k rozdmýchávání protiukrajinských nálad („chtějí zakázat ruštinu“) a rozpoutání války na východě Ukrajiny. Návrh například zaváděl minimální podíl písní s ukrajinským textem v televizi a rozhlasu na 35 %. Další návrh byl poté nejméně 75 % vysílání v ukrajinštině. Problémem bylo, že na Ukrajině jsou ruské filmy i seriály hodně sledované a často mají i zahraniční snímky dabing v ruštině. Úřady také komunikují spíše v ruštině.
Nový jazykový zákon vznikl za Volodymyra Zelenského v roce 2019 a ustanovuje jako jediný oficiální jazyk ukrajinštinu (s výjimkou tatarštiny pro Krym). Podle poradního orgánu Rady Evropy zákon není dostatečně vyvážený a znevýhodňuje ruštinu, maďarštinu a rumunštinu.

## Současný stav
Podle údajů posledního sčítání lidu v roce 2001 se na území dnešní Ukrajiny přihlásilo k ukrajinské národnosti 77,8 % obyvatelstva. Druhá nejpočetnější národnost byla ruská, ke které se přihlásilo 17,3 % obyvatel.
Ukrajinštinu jako svůj rodný jazyk uvedlo 67,5 % všech obyvatel, ruštinu jako rodný jazyk uvedlo 29,6 %. Nejvíce rusky mluvících respondentů bylo v regionech Doněcké oblasti (74,9 %), Luhanské oblasti (68,8 %) a Autonomní republiky Krym (77 %). Dalšími regiony s vysokým počtem rusky mluvících obyvatel jsou Charkovská oblast, Záporožská oblast a Oděská oblast (tam převažuje suržyk).
Po srovnání s údaji z předchozího sčítání lidu v roce 1989 je vidět obecná tendence pomalé jazykové ukrajinizace obyvatelstva, třebaže jde jen o relativně malé změny (ukrajinštinu jako rodný jazyk uvedlo v roce 2001 o 2,8 % obyvatel více než v roce 1989).  

### Teritoriální varianty ukrajinštiny
Ukrajinštinu lze podle nářečního principu rozdělit na 3 velké nářeční skupiny (ukr. нарічча): severní, jihozápadní a jihovýchodní. Nářeční skupiny se dále dělí na menší jednotky – nářečí neboli dialekty (ukr. діалекти), a ty se mohou dále dělit na ještě menší mikrodialekty (ukr. говірки), často typické pouze pro jednotlivé obce. Nářečí mají na Ukrajině zpravidla archaický charakter a obecně jsou považována za neprestižní jazykovou variantu.

### Sociální varianty ukrajinštiny
Stejně jako mnoho jiných moderních jazyků se i ukrajinština dělí podle způsobu jejího užívání různými sociálními skupinami obyvatelstva. Kromě obecné slovní zásoby, kterou zná každý nositel jazyka, existují v ukrajinštině i různé úzce zaměřené varianty (zpravidla lexikální). Tradičně se mluví o tzv. profesionalismech (výrazy typické pro konkrétní pracoviště nebo zaměstnání), žargonu (řeč užší skupiny lidí, zpravidla expresivně zabarvená) a argotu (řeč úzké skupiny, nesrozumitelná pro běžného obyvatele). V každodenní komunikaci se na Ukrajině často používá nespisovná hovorová varianta, tzv. prostoriččja (ukr. просторіччя).

### Suržyk
Suržyk je neprestižní jazyková varianta, vytvořená smíšením ukrajinštiny a ruštiny. Suržyk je široce používán a podle údajů Kyiv International Institute of Sociology je jeho zastoupení výrazné v centrální Ukrajině a zejména v široké oblasti ukrajinsko-rusko-běloruského trojmezí, kde funguje jako komunikační prostředek běžného obyvatelstva.
Z lingvistického hlediska lze suržyk charakterizovat jako „chaotické zaplňování mezer ve znalosti ukrajinštiny povrchními znalostmi ruštiny“. Jde tedy většinou o původně ruskou slovní zásobu aplikovanou na ukrajinskou syntax, fonetiku a morfologii. Suržyk se tradičně považuje za „zkaženou formu jazyka“ a z tohoto důvodu nebývá příliš často předmětem lingvistického zkoumání. Některé studie suržyka zachyceného v umělecké literatuře však dokazují, že suržyk je schopen fungování na všech jazykových úrovních (fonetické, morfologické, syntaktické).
Z hlediska sociolingvistiky se o suržyku dosud vedou spory. Existuje několik teorií: badatelé definují suržyk jako výsledek tzv. superinterference; jako pidžin; jako formu žargonu; nebo jako přechodnou fázi v procesu vytěsňování ukrajinštiny ruštinou. Z hlediska funkce se suržyk na jihovýchodní Ukrajině používá v situacích, kdy chce mluvčí vytvořit atmosféru nenucené a neformální komunikace, nebo překlenout sociální propast mezi účastníky hovoru.